# 核兵器と外交政策
『核兵器と外交政策』(Nuclear Weapons and Foreign Policy)とは1957年に出版されたヘンリー・キッシンジャーによる核戦略を主題とした著作である。

## 概要
1923年にドイツで生まれたアメリカの外交官キッシンジャーは大量報復の核戦略を批判し、柔軟反応の核戦略を提唱した戦略家でもあった。本書はキッシンジャーの核戦略の理論が展開された著作であり、核兵器の段階的な使用に関する外交政策と軍事戦略を論じた研究である。
キッシンジャーは技術革新によって従来の兵器にはない破壊力を備えた核兵器が登場したことで、外交政策と軍事力の新しい関係を構築する新しい戦略理論の必要を提起した。戦略理論の現状では全面戦争が唯一の政策の道具であるが、核兵器により全面戦争は政策の道具として適切ではなくなった。なぜならば核兵器を使用する全面戦争とは全面的な核戦争か、全面的な敗北の選択というジレンマに直面するからである。つまり核時代において戦略の課題とは、核兵器の使用を組み込んだ限定戦争の戦略を準備することとなる。
限定戦争とは特定の政治目的のために戦われた戦争であり、したがって敵を殲滅することではなく敵に心理的な影響を与える戦争である。つまりこの戦争は純粋な軍事的解決を目指していないことに特徴づけられる戦争のモデルであり、戦争に政治的枠組みを導入することで実現することができる。ただし限定戦争にはそれに応じた教義と軍事力が必要であり、また政治指導と国民の信頼が求められる。
核戦争になったとしても適切な限定戦争の教義に従えば破滅的な戦争になるとは限らない。原則として限定戦争の目的は最小限の軍事力を使用するべきである。もし戦争の限定性が敵によって破壊されれば悪循環によって戦争は拡大するが、適当な戦術が実践されていればその危険性は小さくすることができる。ただし限定核戦争では主導が最重要の原則であり、戦争を主導するための柔軟な戦略的選択肢が準備されなければならない。つまり十分な報復力を維持することで全面核戦争を抑止しながらも、敵の行動に反応できる段階的な軍事力の使用が準備されることが核時代の安全保障の課題となる。